# Victime de sa probité
Victime de sa probité est un film muet français réalisé par réalisé par Lucien Nonguet, sorti en 1908.

## Fiche technique
- Réalisation : Lucien Nonguet
- Production : Pathé Frères

## Distribution
- Mme Nonguet (épouse du réalisateur) : une bourgeoise
- Georges Monca : un vagabond